# قائمة مؤلفات حنا مينه
هذه قائمة مؤلفات حنا مينه وهو روائي سوري ولد في سنة 1924م وتوفي في سنة 2018م، وهي تضم 39 رواية و10 دراسات أدبية كتبها مينه بين عامي 1954 و2010م. ركز مينه في أعماله على تصوير البحر والحياة بقربه كما وضع كثيراً من سيرته الذاتية أو من سير ذاتية لأشخاص عرفهم في روايته، وتمتاز أعماله بالواقعية وغالباً ما يكون أبطالها أناساً عاديين نحو البحارة وبائعات الهوى وفلاحي القرى.
كتب مينه أعماله كلها بالعربية وتُرجم بعضها فيما بعدُ إلى عدة لغات هي الإنجليزية والفرنسية والروسية والإسبانية والإيطالية والعبرية والأرمنية.
حصدت أعمال مينه جوائز عديدة منها جائزة سلطان العويس عن مجمل أعماله الأدبية، وجائزة المجلس الأعلى للثقافة والآداب والعلوم بدمشق عن رواية «الشراع والعاصفة»، وجائزة المجلس الثقافي لجنوب إيطاليا عن رواية “الشراع والعاصفة” عام 1993م بصفتها أفضل رواية ترجمت إلى الإيطالية، وعلى وسام الاستحقاق السوري من الدرجة الممتازة.
تحول بعض أعمال مينه الروائية إلى أعمال تلفزيونية أهمها: نهاية رجل شجاع (1994م) وبقايا صور (1999) والمصابيح الزرق (2012)، وإلى أعمال سينمائية نَحوُ بقايا صور (1973) والشمس في يوم غائم (1985) والشراع والعاصفة (2011).

## المؤلفات

### الروائية والقصصية
| الرقم التسلسلي | صورة الغلاف | اسم الكتاب                                             | دار النشر                                | تاريخ النشر | مكان النشر | الملاحظات                                                    |
| -------------- | ----------- | ------------------------------------------------------ | ---------------------------------------- | ----------- | ---------- | ------------------------------------------------------------ |
| 1              | (1)         | المصابيح الزرق                                         | دار الفكر الجديد                         | 1954        | -          | أُنتِج مسلسل سوري مبني على الرواية وسمي بالاسم نفسه.           |
| 2              | (2)         | الشراع والعاصفة                                        | دار الآداب للنشر والتوزيع                | -           | بيروت      | أُنتج عن الكتاب فيلم سوري يحمل ذات الاسم عام 2011             |
| 3              | (3)         | الثلج يأتي من النافذة                                  | وزارة الثقافة والسياحة والإرشاد القومي   | 1969        | دمشق       | -                                                            |
| 4              | (4)         | الياطر                                                 | -                                        | 1972        | تونس       | -                                                            |
| 5              | (5)         | الشمس في يوم غائم                                      | وزارة الثقافة والسياحة والإرشاد القومي   | 1973        | دمشق       | أُنتِج فيلم سوري من الرواية وسمي بالاسم نفسه.                  |
| 6              |             | من يذكر تلك الأيام؟ : مجموعة قصص                       | وزارة الثقافة والسياحة والإرشاد القومي   | 1974        | دمشق       | عمل مشترك مع نجاح العطار                                     |
| 7              | (6)         | بقايا صور                                              | وزارة الثقافة والإرشاد القومي            | 1975        | دمشق       | أُنتِج فيلم سوري من الرواية وسمي بالاسم نفسه.                  |
| 8              | (7)         | الأبنوسة البيضاء                                       | اتحاد الكتاب العرب                       | 1976        | دمشق       | -                                                            |
| 9              | (8)         | المستنقع                                               | دار الآداب للنشر والتوزيع                | 1977        | بيروت      | الجزء الثاني من بقايا صور                                    |
| 10             | (9)         | المرصد                                                 | دار الآداب للنشر والتوزيع                | 1980        | بيروت      | -                                                            |
| 11             | (10)        | حكاية بحار                                             | دار الآداب للنشر والتوزيع                | 1981        | بيروت      | -                                                            |
| 12             |             | الدقل                                                  | دار الآداب للنشر والتوزيع                | 1982        | بيروت      | الجزء الثاني من حكايا بحار                                   |
| 13             | (12)        | المرفأ البعيد                                          | دار الآداب للنشر والتوزيع                | 1983        | بيروت      | الجزء الثالث من حكايا بحار                                   |
| 14             | (13)        | الربيع والخريف                                         | دار الآداب للنشر والتوزيع                | 1984        | بيروت      | -                                                            |
| 15             | (14)        | مأساة ديمتريو                                          | دار الآداب للنشر والتوزيع                | 1985        | بيروت      | _                                                            |
| 16             | (15)        | القطاف                                                 | دار الآداب للنشر والتوزيع                | 1986        | بيروت      | الجزء الثالث من سلسلة بقايا صور                              |
| 17             | (16)        | حمامة زرقاء في السحب                                   | دار الآداب للنشر والتوزيع                | 1988        | بيروت      |                                                              |
| 18             | (17)        | نهاية رجل شجاع                                         | دار الآداب للنشر والتوزيع                | 1989        | بيروت      | أُنتِج مسلسل سوري من الرواية وسمي بالاسم نفسه.                 |
| 19             | (18)        | الولاعة                                                | دار الآداب للنشر والتوزيع                | 1990        | بيروت      |                                                              |
| 20             | (19)        | فوق الجبل وتحت الثلج: رواية الدقائق الأولى من عام 1990 | دار الآداب للنشر والتوزيع                | 1991        | بيروت      |                                                              |
| 21             | (20)        | الرحيل عند الغروب                                      | دار الآداب للنشر والتوزيع للنشر وللتوزيع | 1992        | بيروت      |                                                              |
| 22             | 21          | النجوم تحاكم القمر                                     | دار الآداب للنشر والتوزيع                | 1993        | بيروت      | رواية القمر في المحاق هي الجزء الثاني من النجوم تحاكم القمر. |
| 23             | 22          | حدث في بيتاخو                                          | دار الآداب للنشر والتوزيع                | 1995        | بيروت      |                                                              |
| 24             | 23          | عروس الموجة السوداء                                    | دار الآداب للنشر والتوزيع                | 1996        | بيروت      | الجزء الثاني من رواية حدث في بيتاخو                          |
| 25             |             | المرأة ذات الثوب الأسود                                | دار الآداب للنشر والتوزيع                | 1996        | بيروت      |                                                              |
| 26             | 24          | المغامرة الأخيرة                                       | دار الآداب للنشر والتوزيع                | 1997        | بيروت      |                                                              |
| 27             | 25          | الرجل الذي يكره نفسه                                   | دار الآداب للنشر والتوزيع                | 1998        | بيروت      |                                                              |
| 28             | (26)        | الفم الكرزي                                            | دار الآداب للنشر والتوزيع                | 1999        | بيروت      | تُرْجِمت إلى اللغة الأرمنية                                     |
| 29             | (27)        | حارة الشحادين                                          | دار الآداب للنشر والتوزيع                | 2000        | بيروت      | الجزء الأول لرواية صراع امرأتين                              |
| 30             | (28)        | صراع امرأتين                                           | دار الآداب للنشر والتوزيع                | 2001        | بيروت      | الجزء الثاني من رواية حارة الشحادين                          |
| 31             |             | البحر والسفينة وهي                                     | دار الآداب للنشر والتوزيع                | 2002        | بيروت      |                                                              |
| 32             |             | حين مات النهد                                          | دار الآداب للنشر والتوزيع                | 2003        | بيروت      |                                                              |
| 33             |             | شرف قاطع طريق                                          | دار الآداب للنشر والتوزيع                | 2004        | بيروت      |                                                              |
| 34             |             | الذئب الأسود                                           | دار الآداب للنشر والتوزيع                | 2005        | بيروت      |                                                              |
| 35             |             | الأرقش والغجرية                                        | دار الآداب للنشر والتوزيع                | 2006        | بيروت      |                                                              |
| 36             |             | النار بين أصابع امرأة                                  | دار الآداب للنشر والتوزيع                | 2007        | بيروت      |                                                              |
| 37             | 29          | عاهرة ونصف مجنون                                       | دار الآداب للنشر والتوزيع                | 2008        | بيروت      |                                                              |
| 38             |             | امرأة تجهل أنها امرأة                                  | دار الآداب للنشر والتوزيع                | 2009        | بيروت      |                                                              |
| 39             |             | أشياء من ذكريات طفولتي: ذكريات في رواية                | دار الآداب للنشر والتوزيع                | 2010        | بيروت      |                                                              |

### دراسات
| الرقم التسلسلي | صورة الغلاف | اسم الكتاب                                 | دار النشر                                  | تاريخ النشر | مكان النشر | الملاحظات                |
| -------------- | ----------- | ------------------------------------------ | ------------------------------------------ | ----------- | ---------- | ------------------------ |
| 1              | (30)        | ناظم حكمت وقضايا أدبية وفكرية              | منشورات وزارة الثقافة                      | 1971        | دمشق       |                          |
| 2              |             | أدب الحرب                                  | وزارة الثقافة والإرشاد القومي              | 1976        | دمشق       | عمل مشترك مع نجاح العطار |
| 3              | (31)        | ناظم حكمت: السجن، المرأة، الحياة           | دار الآداب للنشر والتوزيع                  | 1978        | بيروت      | -                        |
| 4              | (32)        | ناظم حكمت ثائرًا                            | دار الآداب للنشر والتوزيع                  | 1980        | بيروت      | -                        |
| 5              | (33)        | هواجس في التجربة الروائية                  | دار الآداب للنشر والتوزيع                  | 1982        | بيروت      | -                        |
| 6              | (34)        | كيف حملت القلم                             | دار الآداب للنشر والتوزيع                  | 1986        | بيروت      | -                        |
| 7              | (35)        | حوارات وأحاديث في الحياة والكتابة الروائية | دار الفكر الجديد                           | 1992        | بيروت      |                          |
| 8              | (36)        | القصة والدلالة الفكرية                     | مؤسسة اليمامة الصحفية                      | 1999        | الرياض     |                          |
| 9              | (37)        | الرواية والروائي                           | وزارة الثقافة ودار البعث                   | 2004        | دمشق       |                          |
| 10             |             | الجسد بين اللذة والألم                     | وزارة الثقافة الهيئة العامة السورية للكتاب | 2012        | دمشق       |                          |

## الهوامش
- 1 غلاف الطبعة التاسعة عام 2008.[61]
- 2 غلاف الطبعة التاسعة عام 2006.[62][63]
- 3 غلاف الطبعة العاشرة عام 2007.[64]
- 4 غلاف الطبعة السادسة عام 2004.[65]
- 5 غلاف الطبعة الثامنة عام 2008.[66]
- 6 غلاف طبعة عام 1984.[67]
- 7 غلاف الطبعة السابعة عام 2005.[68]
- 8 غلاف الطبعة الرابعة عام 1986.[69]
- 9 غلاف الطبعة السابعة عام 2005.[70]
- 10 غلاف الطبعة السابعة عام 2005.[71]
- 12 غلاف الطبعة[72]
- 13 غلاف الطبعة الثالثة عام 1991.[73][74]
- 14 غلاف الطبعة الرابعة عام 2004.[75]
- 15.[76]
- 16 غلاف الطبعة الخامسة عام 2008.[77]
- 17 غلاف الطبعة الخامسة عام 2007.[78]
- 18 الولاعة
- 19 فوق الجبل وتحت الثلج
- 20 الرحيل عند الغروب
- 21 النجوم تحاكم القمر
- 22 حدث في بيتاخو
- 23 عروس الموجة السوداء
- 24 غلاف الطبعة الثانية عام 2002.[79]
- 25 الرجل الذي يكره نفسه
- 26 غلاف الطبعة الثانية عام 2004.[80]
- 27 غلاف الطبعة الثانية عام 2005.[81]
- 28 غلاف الطبعة الثانية عام 2007.[82]
- 29 غلاف الطبعة الثانية عام 2015.[83]
- 30 غلاف الطبعة الثانية عام 2012.[84]
- 31 ناظم حكمت : السجن، المرأة، الحياة[85]
- 32  ناظم حكمت ثأرا[86]
- 33 هواجس في التجربة الروائية
- 34 كيف حملت القلم
- 35 حوارات وأحاديث في الحياة والكتابة الروائية
- 36 القصة والدلالة الفكرية
- 37 الرواية والروائي